# Nicolas Margue
Nicolas Margue (Fingig, 2 de gener de 1888 - Ciutat de Luxemburg, 18 de març de 1976) va ser un professor i polític luxemburguès, membre del Partit Popular Social Cristià (CSV).
Des de 1937 fins que la invasió de Luxemburg el 1940 per part d'Alemanya, i després novament 1945-1948 al Govern de la Unió Nacional (1945) va ser Ministre d'Agricultura i Ministre d'Educació. Va ser l'únic ministre que va poder travessar la frontera a temps. El 10 de maig de 1940, a les 3:30 del matí es dirigia en direcció a la frontera belga, era massa tard i no podia passar. Com ho van veure hostil a Alemanya, tota la seva família va ser repoblada de Silèsia, primer a Lubiąż, després a Boberstein. Un dels seus fills, Paul Margue, va ser reclutat pel Reichsarbeitsdienst (RAD).
Després de la guerra Nicolas Margue va ser] juntament amb Jean Feltes, un dels «pares» de la polèmica Oficial ortografia luxemburguesa. De 1945 a 1972 va ser el president de la «Secció historique» de l'Institut Gran Ducal. A partir de 1952 fou membre luxemburguès de la Comunitat Europea del Carbó i de l'Acer, on va col·laborar fortament perquè Luxemburg fora seu de les institucions europees. Margue va estar també com a membre del comitè d'acció «federació europea» que havia estat fundada el 1955 per Jean Monnet. El 4 d'agost 1959 va ser nomenatmembre del Consell d'Estat de Luxemburg, on va romandre fins a la seva renúncia el 30 de setembre de 1970. Ciutat de Luxemburg i Clemency tenen carrers amb el seu nom.

## Obres publicades
- Herchen, Arthur:Manuel d'histoire nationale, 1968. 8a edició. (Aquesta edició ha sigut revisada i ampliada per Nicolas Margue i Joseph Meyers)
- Margue, Nicolas: Aperçu historique am Le Luxembourg, le livre du Centenaire. Luxemburg: Imprimerie Saint-Paul, 1949. 2a edició.
- Margue, Nicolas: Mouvements contre-révolutionnaires dans le Luxembourg 1831-32. Luxembourg, 1939 (Col·lecció d'articles editats el 1930, 1932 i 1933 aOns Hémecht).
- Margue, Nicolas: Die Entwicklung des Luxemburger Nationalgefühls von 1870 bis heute. Deutsches Archiv für Landes- und Volksforschung, Leipzig, 1937.